# Odivelas
Odivelas ist eine Stadt (Cidade) und ein Kreis (Concelho) in Portugal mit 59.586 Einwohnern (Stand 19. April 2021). Odivelas gehört zur Metropolregion der Hauptstadt Lissabon.

## Geschichte
Die Gemeinde wurde vermutlich durch den Kreuzritter João Ramires gegründet, nachdem er an der Belagerung von Lissabon 1147 teilgenommen hatte. 1295 begann der Bau des Klosters Mosteiro de S.Dinis, der dem Ort in der Folge einige Bedeutung bescherte, etwa durch die Anwesenheit der Königin Philippa of Lancaster. Mit der Auflösung und Enteignung aller religiöser Orden nach der Liberalen Revolution 1822 schwand die Bedeutung Odivelas’.
In Pontinha befand sich das Oberkommando des Movimento das Forças Armadas, der Gruppe von Armee-Offizieren, die am 25. April 1974 mit der Nelkenrevolution das autoritäre Estado Novo stürzten und die Demokratie in Portugal wieder einführten. Mit dem zunehmenden Wachstum des Großraum Lissabons wuchs auch Odivelas beträchtlich.
Nachdem der Ort 1964 zur Kleinstadt (Vila) erhoben wurde, bekam Odivelas 1990 den Status einer Stadt (Cidade), und wurde 1998 Sitz eines eigenständigen Kreises (Concelho).

## Verwaltung

### Kreis
Odivelas ist Verwaltungssitz eines gleichnamigen Kreises. Die Nachbarkreise sind (im Uhrzeigersinn im Norden beginnend): Loures, Lissabon, Amadora und Sintra.
Mit der Gebietsreform im September 2013 wurden mehrere Gemeinden zu neuen Gemeinden zusammengefasst, sodass sich die Zahl der Gemeinden von zuvor sieben auf vier verringerte.
Die folgenden Gemeinden (freguesias) liegen im Kreis Odivelas:

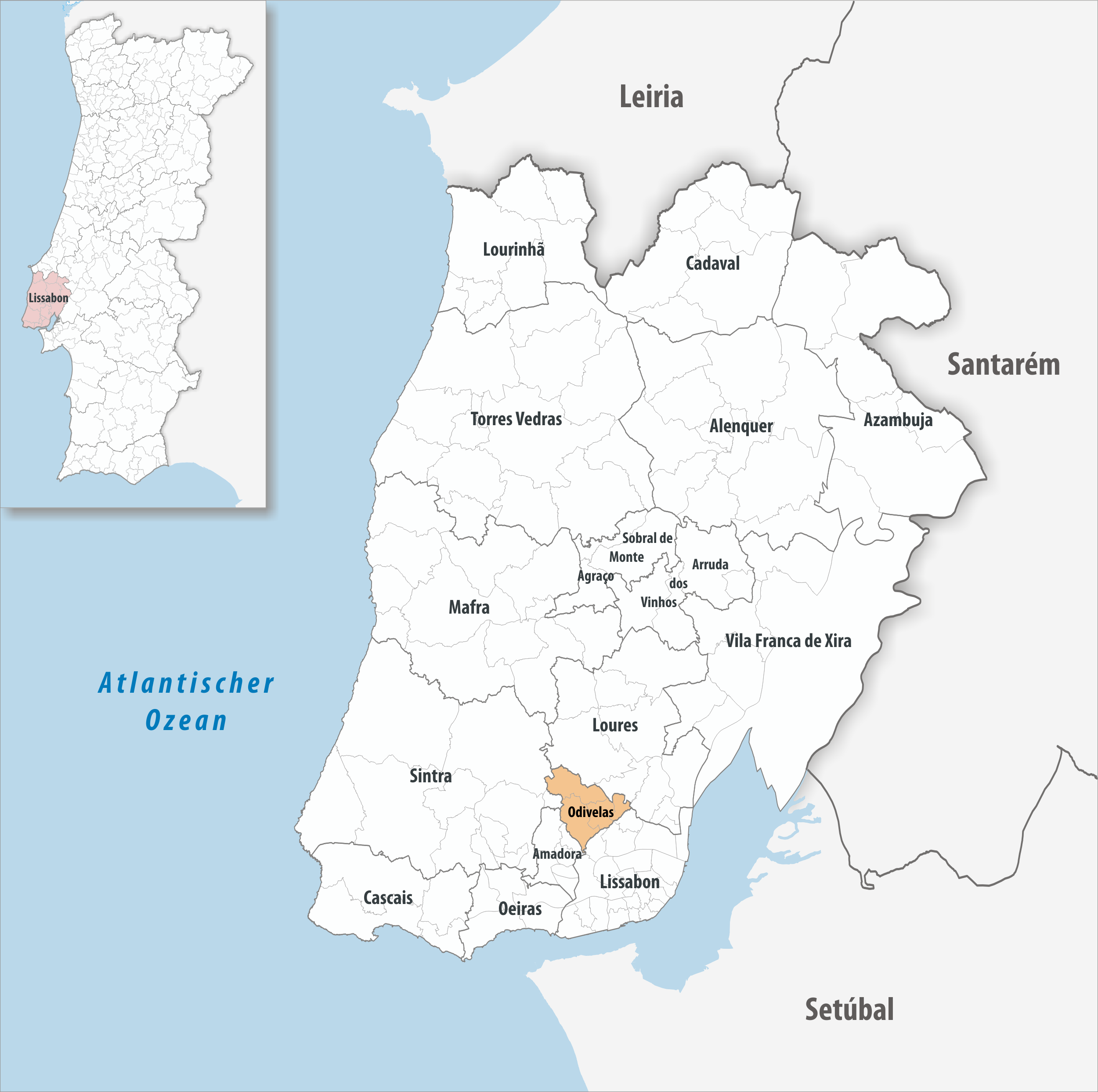
Kreis Odivelas

| Gemeinde                                | Einwohner (2021) | Fläche km² | Dichte Einw./km² | LAU- Code |
| --------------------------------------- | ---------------- | ---------- | ---------------- | --------- |
| Odivelas                                | 59.586           | 5,04       | 11.832           | 111603    |
| Pontinha e Famões                       | 35.111           | 9,22       | 3.809            | 111608    |
| Póvoa de Santo Adrião e Olival de Basto | 18.806           | 2,63       | 7.151            | 111609    |
| Ramada e Caneças                        | 34.531           | 9,66       | 3.575            | 111610    |
| Kreis Odivelas                          | 148.034          | 26,55      | 5.576            | 1116      |

### Bevölkerungsentwicklung
| 1950 | 1970   | 2001    | 2011    |
| 6772 | 51.395 | 133.847 | 144.549 |

### Städtepartnerschaften
- Kap Verde: Paul
- São Tomé und Príncipe: Príncipe
- Kap Verde: Ribeira Grande de Santiago[7]

## Söhne und Töchter der Stadt
- Orlando Worm (1938–2010), Tänzer, Beleuchter, Choreograf, Gründer der Companhia Portuguesa de Bailado Contemporâneo
- Jorge Leitão Ramos (* 1952), Filmhistoriker und Filmkritiker
- Fernando Ferrão (* 1959), Schauspieler
- Isabel Wiseler-Santos Lima (* 1961), luxemburgische Politikerin, seit 2019 EU-Abgeordnete
- Paulo Santos (* 1972), Fußballspieler
- Catarina Leite (* 1983), Schachspielerin
- Roderick Miranda (* 1991), Fußballspieler
- Rúben Pinto (* 1992), Fußballspieler
- Joaquim Nazaré (* 2001), Handballspieler
- Dário Essugo (* 2005), Fußballspieler